# هونگ لیونگ بانک
هونگ لیونگ بانک (به انگلیسی: Hong Leong Bank) شرکت خدمات مالی مالزیایی است، که در سال ۱۹۰۵ توسط لام جی چیو راه‌اندازی شد و در حال حاضر دارای ۳۲۹ شعبه در کشورهای هنگ کنگ، ویتنام، سری‌لانکا، مالزی، سنگاپور، چین، لائوس و کامبوج می‌باشد.
شعبه مرکزی هونگ لیونگ بانک در شهر کوالالامپور قرار دارد و بخشی از سهام آن در بازار بورس مالزی معامله می‌شود.